# Plautdietsch-Freunde
Общественное объединение Plautdietsch-Freunde (произн. как пла́утдич-фройнде) — объединение, созданное в 1999 году и ставящее перед собой цели общественного развития и сохранения немецко-платского диалекта нижненемецкого языка.

## Описание
Объединение «Plautdietsch-Freunde» было создано в конце 1999 года, в городе Эрлингхаузене (Германия) с целью сохранения и развития диалекта «Plautdietsch» (Немецко-платский диалект). Этот диалект представляет собой вариант нижненемецкого, возникший около 450 лет тому назад в Западной Пруссии в низовьях Вислы. Носителей диалекта плаутдич, из Западной Пруссии переселившихся в южную часть Российской империи (сегодняшнюю Украину) и затем в самые разные уголки планеты, называют также российскими меннонитами . Объединение «Plautdietsch-Freunde» на своих страницах в сети интернет и в журнале «Plautdietsch FRIND» предлагает международный форум всем, кто говорит, читает, пишет на диалекте «Plautdietsch» или интересуется им.